# Cold Springs (condado de Tuolumne)
Cold Springs es un lugar designado por el censo ubicado en el condado de Tuolumne en el estado estadounidense de California. En el año 2010 tenía una población de 181 habitantes.

## Geografía
Cold Springs se encuentra ubicado en las coordenadas 38°9′33″N 120°3′8″O / 38.15917, -120.05222.